# Халилов, Имамеддин Мариф оглы
Имамеддин Мариф оглы Халилов (азерб. İmaməddin Marif oğlu Xəlilov; род. 23 февраля 1998, Гянджа) — азербайджанский паратхэквондист, выступающий в категории инвалидности K44 (с ампутацией одной руки или эквивалентной потерей функции руки) и весовой категории до 70 кг, чемпион летних Паралимпийских игр 2024 года, чемпион мира и чемпион Европы 2023 года, чемпион Европы 2024 года, серебряный призёр чемпионата Европы 2022 года. Мастер спорта Азербайджанской Республики (2024). Представлял Азербайджан на летних Паралимпийских играх 2020 в Токио. Вместе с Ламией Велиевой был знаменосцем сборной Азербайджана на церемонии открытия летних Паралимпийских игр 2024 в Париже.

## Биография
Имамеддин Халилов родился 23 февраля 1998 года в Гяндже. В 2006 году начал заниматься тхэквондо. В то время его старший брат занимался этим видом спорта, и Имамеддин тренировался вместе с ним, но на соревнованиях не участвовал. В 2009 году в Азербайджане начало формироваться паратхэквондо и с 2012 года Халилов занимается этим видом спорта.
В мае 2021 года Имамеддин Халилов выиграл золотую медаль в финале европейского отборочного турнира в Софии и завоевал лицензию на XVI летние Паралимпийские игры в Токио. На самих Играх Халилов, выступавший в весовой категории 61 кг, начал с поражения, уступив россиянину Даниилу Сидорову. И хотя первую свою утешительную схвату против хозяина даянга Мицуи Танаки он выиграл, но после проиграл четырёхкратному чемпиону мира Бофу Конгу из Франции и завершил Игры на 7-м месте.
В марте 2022 года стал вторым на Кубке президента в Тегеране. В мае этого же года выиграл серебро чемпионата Европы в Манчестере. В сентябре 2022 года Халилов завоевал бронзовую медаль на Гран-при в Париже. В октябре этого же года Халилов стал вторым на Гран-при в Манчестере. В декабре 2022 года спортсмен выиграл золотую медаль в финальном этапе Гран-при в Эр-Рияде.
В апреле 2023 года получил звание мастера спорта Азербайджана.
В июле 2023 года Халилов выиграл серебро открытого чемпионата Европы в городе Монтаржи во Франции.
В августе 2023 года Халилов выиграл чемпионат Европы в Роттердаме. В этом же месяце занял первое место на Всемирном культурном фестивале в южнокорейском Чхунчхоне и завоевал бронзовую медаль Гран-при в Париже.
В сентябре 2023 года Халилов стал победителем Гран-при по паратаэквондо в Мексике. В этом же месяце Халилов выиграл чемпионат мира по паратаэквондо в Мексике, одолев в финале Жавохира Аликулова из Узбекистана. Это было первое золото Азербайджана на мировом первенстве по паратаэквондо после того, как этот вид спорта вошёл в программу Паралимпийских игр. Благодаря победе на этом турнире Халилов стал лидером мирового рейтинга.
В декабре 2023 спортсмен завоевал бронзовую медаль на финальном этап Гран-при в Манчестере, а также выиграл чемпионат Азербайджана. 12 января 2024 стало известно, что Имамеддин Халилов (70 кг) завоевал лицензию на летние Паралимпийские игры 2024. В феврале 2024 года Халилов стал серебряным призёром Кубка президента в Тегеране.
11 мая 2024 года завоевал золотую медаль на чемпионате Европы по паратхэквондо 2024 в Белграде (Сербия).
30 августа 2024 года Халилов выступил на летних Паралимпийских играх в Париже. В четвертьфинале он одолел спортсмена из Кубы Мигеля Суареса Уолкера, а в полуфинале — узбекского паратхэквондиста Джавохира Аликулова. В финале Халилову противостоял Фатих Челик из Турции, которого азербайджанский спортсмен уже побеждал в финале чемпионата Европы в мае этого же года в Белграде. Одолев Челика со счётом 15:2, Халилов выиграл золото Паралимпийских игр, став тем самым первым азербайджанским спортсменом, выигравшим золото по паратхэквондо на Паралимпийских играх. Медаль Халилова стала также первой золотой медалью Азербайджана на Играх в Париже.
Распоряжением президента Азербайджанской Республики Ильхама Алиева от 10 сентября 2024 года Имамеддин Халилов за высокие достижения на XVII летних Паралимпийских играх в городе Париж Франции и заслуги в развитии азербайджанского спорта был награждён орденом «За службу Отечеству» I степени. Указом президента, датированным тем же днем, ему также была присуждена денежная премия в размере 200 000 манатов за первое место на Паралимпийских играх, а его тренер получил премию в размере 100 000 манатов.